# Campionati mondiali di sci orientamento

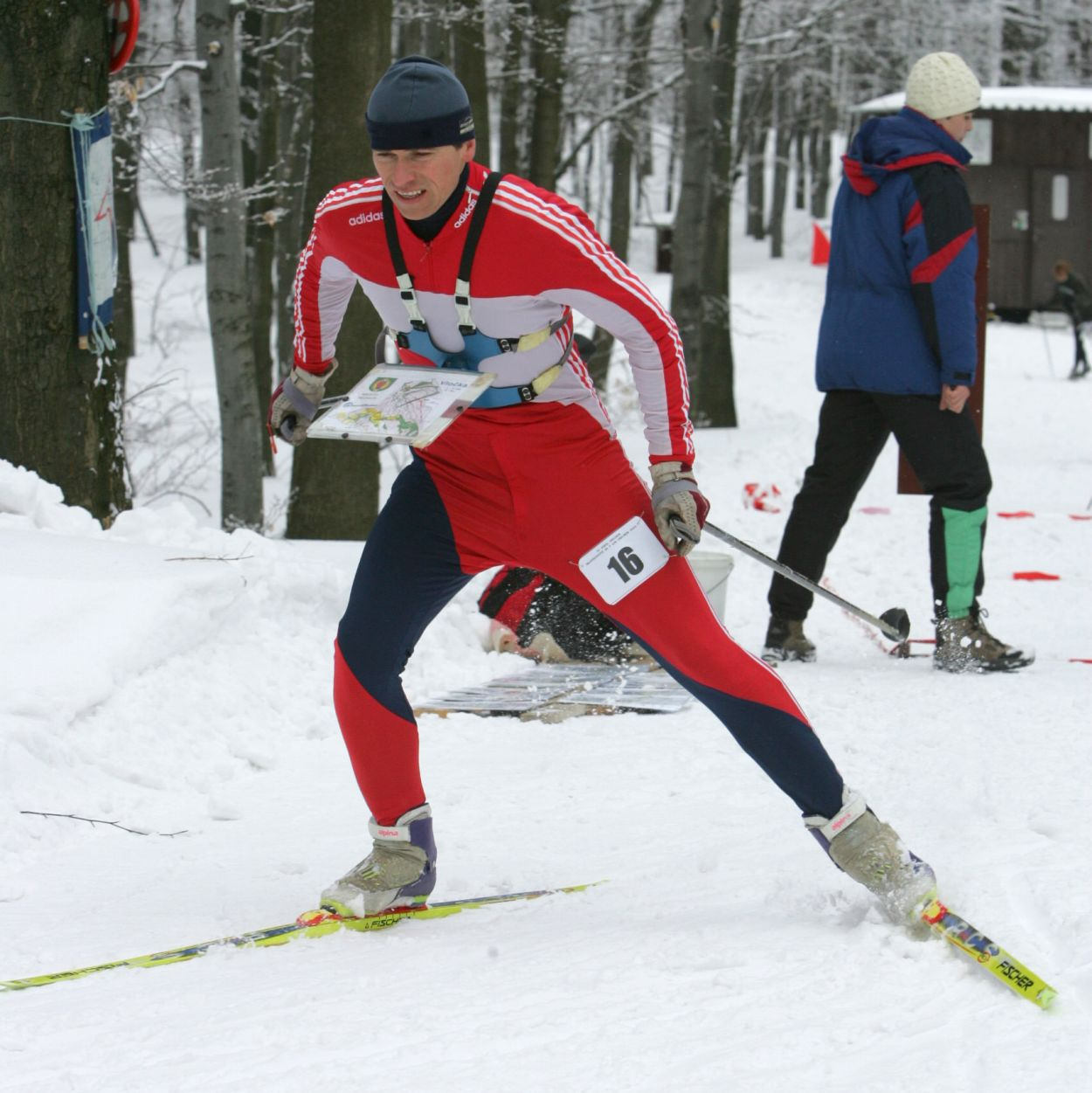
Una gara di sci orientamento

I Campionati mondiali di sci orientamento sono stati fondati nel 1975. I Campionati del Mondo sono organizzati ogni anno dispari. Il programma include una prova sprint, una su media e una lunga distanza ed una staffetta, sia per gli uomini che per le donne.

## Edizioni
| Anno | Date                    | Luogo                     | Risultati |
| ---- | ----------------------- | ------------------------- | --------- |
| 1975 | 26-28 febbraio          | Finlandia Hyvinkää        |           |
| 1977 | 25-27 marzo             | Bulgaria Velingrad        |           |
| 1980 | 26 febbraio - 1º marzo  | Svezia Avesta             |           |
| 1982 | 8-12 febbraio           | Austria Aigen             |           |
| 1984 | 30 gennaio - 4 febbraio | Italia Lavarone           |           |
| 1986 | 19-24 febbraio          | Bulgaria Batak            |           |
| 1988 | 2-6 marzo               | Finlandia, Kuopio         |           |
| 1990 | 1-4 marzo               | Svezia, Skellefteå        |           |
| 1992 | 28 gennaio - 2 febbraio | Francia, Pontarlier       |           |
| 1994 | 1-5 febbraio            | Italia, Val di Non        |           |
| 1996 | 19-24 febbraio          | Norvegia, Lillehammer     |           |
| 1998 | 19-25 gennaio           | Austria, Windischgarsten  |           |
| 2000 | 28 febbraio - 5 marzo   | Russia, Krasnojarsk       |           |
| 2002 | 23 febbraio - 2 marzo   | Bulgaria, Borovec         |           |
| 2004 | 11-15 febbraio          | Svezia, Åsarna-Östersund  |           |
| 2005 | 5-12 marzo              | Finlandia, Levi           |           |
| 2007 | 23 febbraio - 3 marzo   | Russia, Dintorni di Mosca |           |
| 2009 | 3-8 marzo               | Giappone, Rusutsu         |           |
| 2011 | 20-28 marzo             | Svezia, Tänndalen         |           |
| 2013 | 3-11 marzo              | Kazakistan, Ridder        |           |
| 2015 | 7-15 febbraio           | Norvegia, Hamar           |           |